# Gyrocochlea conferta
Gyrocochlea conferta är en snäckart som beskrevs av Hedley 1924. Gyrocochlea conferta ingår i släktet Gyrocochlea och familjen Charopidae. Inga underarter finns listade i Catalogue of Life.